# Шептицкий, Олег Романович
Оле́г Рома́нович Шептицкий (укр. Олег Романович Шептицький; 1 сентября 1986, Судовая Вишня, СССР) — украинский футболист, нападающий клуба «Юность» (Верхняя Белка).

## Биография
Воспитанник школы львовских «Карпат». Первый тренер — Андрей Станиславович Андрусевич. В 2006 году попал в «Карпаты-2». Зимой 2007 года перешёл в ахтырский «Нефтяник-Укрнефть». В команде дебютировал 20 марта 2007 года в матче против черкасского «Днепра» (1:3), в том матче Олег забил гол. В сезоне 2006/07 помог выиграть команде Первую лигу и выйти в Высшую лигу. В Высшей лиге дебютировал 5 августа 2007 года в матче против одесского «Черноморца» (0:1). В выездном матче против киевского «Динамо» (0:1), забил гол и помог «нефтяникам» одержать первую победу в сезоне. По итогом сезона 2007/08 «Нефтяник-Укрнафта» покинул Высшую лигу.
В 2011 году выступал за костанайский «Тобол».

## Достижения
- Победитель Первой лиги Украины: 2006/07

## Личная жизнь
Учился во Львовском аграрном университете.